# Алеман, Кевен
Кевен Стивен Алеман-Бустос (англ. Keven Steven Alemán-Bustos; род. 25 марта 1994, Сан-Хосе, Коста-Рика) — канадский футболист, атакующий полузащитник клуба «Персикабо 1973». Выступал за сборную Канады.

## Клубная карьера
Алеман родился в Коста-Рике, но в возрасте 10 лет переехал вместе с семьей в Брамптон.
В 2010 году он поступил в академию ФК «Торонто», где начал заниматься футболом.
В 2011 году Кевен попал в систему испанского «Реал Вальядолид». За основную команду он так и не дебютировал, но сыграл несколько матчей за вторую команду.
Летом 2014 года Алеман вернулся на историческую родину, подписав контракт с «Эредиано». 30 ноября в матче против «Сантос де Гуапилес» он дебютировал в чемпионате Коста-Рики.
В начале 2015 года для получения игровой практики Кевен на правах аренды перешёл в «Белен». 29 января в матче против «Алахуэленсе» он дебютировал за новую команду. 14 февраля в поединке против «Лимона» Алеман забил свой первый гол за «Белен».
После окончания аренды он вернулся в «Эредиано». 27 сентября в матче против своего бывшего клуба «Белен» он забил свой первый гол за команду.
Летом 2016 года Алеман перешёл в «Белен».
В начале 2017 года Кевен присоединился к «Саприссе». 8 января в матче против «Сан-Карлоса» он дебютировал за новый клуб. 19 февраля в поединке против «Мунисипаль Либерия» Алеман забил свой первый гол за «Саприссу».
18 января 2018 года Алеман подписал с клубом USL «Сакраменто Рипаблик» однолетний контракт с опцией продления ещё на один год. Свой дебют за калифорнийский клуб, 17 марта в матче стартового тура сезона против «Сан-Антонио», он отметил голом.
24 марта 2020 года Алеман подписал контракт с клубом Канадской премьер-лиги «Эдмонтон» на сезон 2020. За «Эддис» он дебютировал 16 августа в матче против «Форджа». 22 августа в матче против «Атлетико Оттава» он забил свой первый гол в КПЛ.
4 февраля 2021 года Алеман заключил контракт с клубом «Валор», откуда отправился в аренду в коста-риканский клуб «Гуадалупе» до мая того же года. За «Валор» он дебютировал 27 июня в матче стартового тура сезона 2021 против «Форджа». 30 августа в матче против «Пасифика» он забил свой первый гол за «Валор».
26 января 2022 года Алеман присоединился к клубу «Атлетико Оттава», подписав однолетний контракт с опцией продления ещё на один год. За «Атлетико Оттава» он дебютировал 9 апреля в матче стартового тура сезона 2022 против «Кавалри». 17 августа в матче против «Галифакс Уондерерс» он забил свой первый гол за «Атлетико Оттава». По окончании сезона 2022 «Атлетико Оттава» отклонил опцию продления контракта Алемана.
4 ноября 2023 года Алеман подписал контракт с клубом чемпионата Индонезии «Персикабо 1973».

## Международная карьера
В 2011 году в составе юношеской сборной Канады Кевен принял участие в юношеском чемпионате КОНКАКАФ на Ямайке. На турнире он сыграл в матчах против команд Барбадоса, Гондураса, Тринидада и Тобаго, Панамы и США. В поединках против барбадосцев и тринидадцев Алеман забил три мяча. Летом того же года Кевен принял участие в юношеском чемпионат мира в Мексике. На турнире он сыграл в матчах против сборных Уругвая, Англии и Руанды.
В 2013 году в составе молодёжной сборной Канады Алеман принял участие в молодёжном чемпионате КОНКАКАФ в Мексике. На турнире он сыграл в матчах против команд Кубы и США.
В 2013 году Кевен поехал на Золотой кубок КОНКАКАФ. В матче против сборной Мексики он дебютировал за сборную Канады, заменив во втором тайме Кайла Беккера.
В 2015 году Алеман принял участие в домашних Панамериканских играх. На турнире он сыграл в матче против Перу.

## Достижения
«Эредиано»
- Чемпион Коста-Рики: 2016 (лето)

 «Атлетико Оттава»
- Победитель регулярного чемпионата Канадской премьер-лиги: 2022